# Traci Dinwiddie
Pour les articles homonymes, voir Dinwiddie.
Traci Dinwiddie (née le 22 décembre 1973 à Anchorage), également connue sous le nom de Thunderbird Dinwiddie, est une actrice américaine, connue pour ses apparitions à la télévision, ainsi qu'au cinéma.

## Biographie
Née en Alaska, Traci a des racines syriennes et cherokees.
Elle est apparue dans les films suivants : Hot Summer (2001), Le Chevalier Black (2001), N'oublie jamais (2004), End of the Spear (2006), Mr. Brooks (2007) et pour finir Elena Undone (2010).
Traci Dinwiddie a joué entre 1998 et 1999 dans deux épisodes de la série Dawson, et un épisode dans Les Frères Scott (2003).
Elle est surtout connue pour le rôle de Pamela Barnes dans la série télévisée Supernatural (4 épisodes de la saison 4, 1 épisode de la saison 5 et 1 épisode de la saison 14).

### Vie privée
Traci Dinwiddie est ouvertement lesbienne.

## Filmographie
- 1998 : Objectif Terre: L'invasion est commencée (Target Earth) ; Madeline Chandler (téléfilm)
- 1998 - 1999 : Dawson ; Bo Ho Chic (série télévisée, 2 épisodes)
  - First Encounters of the Close Kind (1999)
  - Baby (1998)
- 2001 : Hot Summer ; Lauren Hodges (film)
- 2001 : Le Chevalier Black ; La danseuse (film)
- 2002 : Leo ; Diane (film)
- 2003 : Dog Nights ; Ragnell (film)
- 2003 : All the Real Girls (non crédité) ; Tonya (film)
- 2003 : The Idea Guy (film)
- 2003 : Ball of Wax ; Nat Packard (film)
- 2003 : Les Frères Scott ; Serveuse (série télévisée, 1 épisode) 
  - With Arms Outstretched
- 2004 : N'oublie jamais ; Veronica (film)
- 2004 : 3: The Dale Earnhardt Story ; Connie (film)
- 2005 : The Pigs ; Kelly (film)
- 2005 : RedMeansGo ; One Night Stand (film)
- 2005 : End of the Spear ; Marilou McCully (film)
- 2006 : Snapshot ; Ruth (film)
- 2006 : Find Love ; La petite amie (film)
- 2006 : Forgiven ; Reporter no 3 (film)
- 2007 : Mr. Brooks ; Sarah Leaves (film)
- 2007 : The Anatolian ; Jasmine (film)
- 2007 : Dead Heist ; Kate (film)
- 2007 : The Kopper Kettle ; Alice (film)
- 2007 : The Brass Teapot ; Alice (film)
- 2007 : The Touch ; Renée (film)
- 2008 : Seducing Spirits ; Janice Tischler (film)
- 2008 : 15-40 ; Sofie Bjarnson (film)
- 2008 : The 27 Club ; Catherine (film)
- 2008 : Open Your Eyes ; Julia (film)
- 2008 : Taboo ; Rose (film)
- 2009 : The Passenger ; Erika Currie (film)
- 2009 : 90210 Beverly Hills - Nouvelle génération ; Madame Flanagan (série télévisée, 1 épisode) 
  - Between a Sign and a Hard Place
- 2010 : The Necklace ; Christie (film)
- 2010 : Elektra Luxx ; Madeline (film)
- 2008 - 2019 : Supernatural ; Pamela Barnes (série télévisée, 5 épisodes) 
  - Nihilisme (2019) (Saison 14)
  - Axis Mundi (2010) (Saison 5)
  - De l'autre côté (2009) (Saison 4)
  - Disgrâce (2008) (Saison 4)
  - La Main de Dieu (2008) (Saison 4)
- 2010 : Elena Undone ; Peyton (film)
- 2011 : To.get.her ; Ruth (film)
- 2011 : Make It or Break It ; Katerina Paynich (série télévisée, 2 épisodes) 
  - What Lies Beneath
  - Worlds Apart
- 2011 : Purple & Green ; Maya (film)
- 2012 : Destiny Road ; Fiona (film)
- 2015 : Raven's Touch : Kate (film)
- 2015 : Stuff : Jamie (film)
- 2017-2018 : The Walking Dead ; Regina (série télévisée, 12 épisodes)

## Doublages dans des dessins animés
- 1998 : Ao no roku gô (voix : version anglaise) ; Freeda Verasco
- 1997 : Legend of the Last Labyrinth (voix : version anglaise) ; Vega
- 1996 : Tokuma sentai Shinesman (voix : version anglaise) ; Yoshiko Sakaibara
- 1989 : Âshian (voix : version anglaise) ; Elvira